# Napoléon Eugène Louis Bonaparte

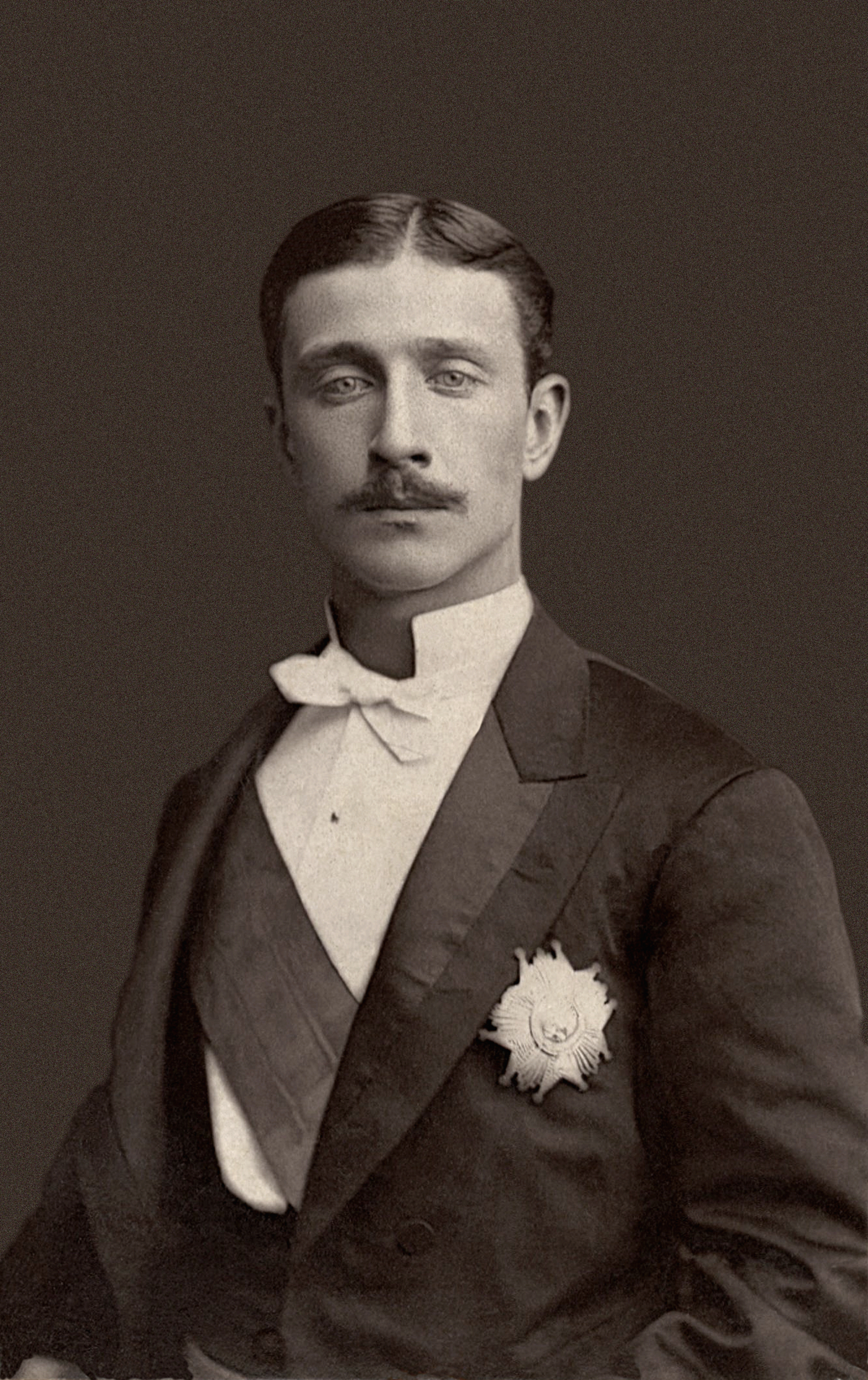
Napoléon (IV.) Bonaparte, (1878)

Napoléon Eugène Louis Jean Joseph Bonaparte (* 16. März 1856 in Paris, Palais des Tuileries; † 1. Juni 1879 in Südafrika) war der einzige Sohn von Kaiser Napoleon III. und dessen Ehefrau, Kaiserin Eugénie. Als Kronprinz von Frankreich führte er die Titel kaiserlicher Prinz (Prince Impérial) und Fils de France (Sohn von Frankreich). Nach der Absetzung und dem Tod seines Vaters wurde er Oberhaupt und Thronprätendent des Hauses Bonaparte. Er fiel als britischer Offizier im Zulukrieg in Südafrika. 

## Leben

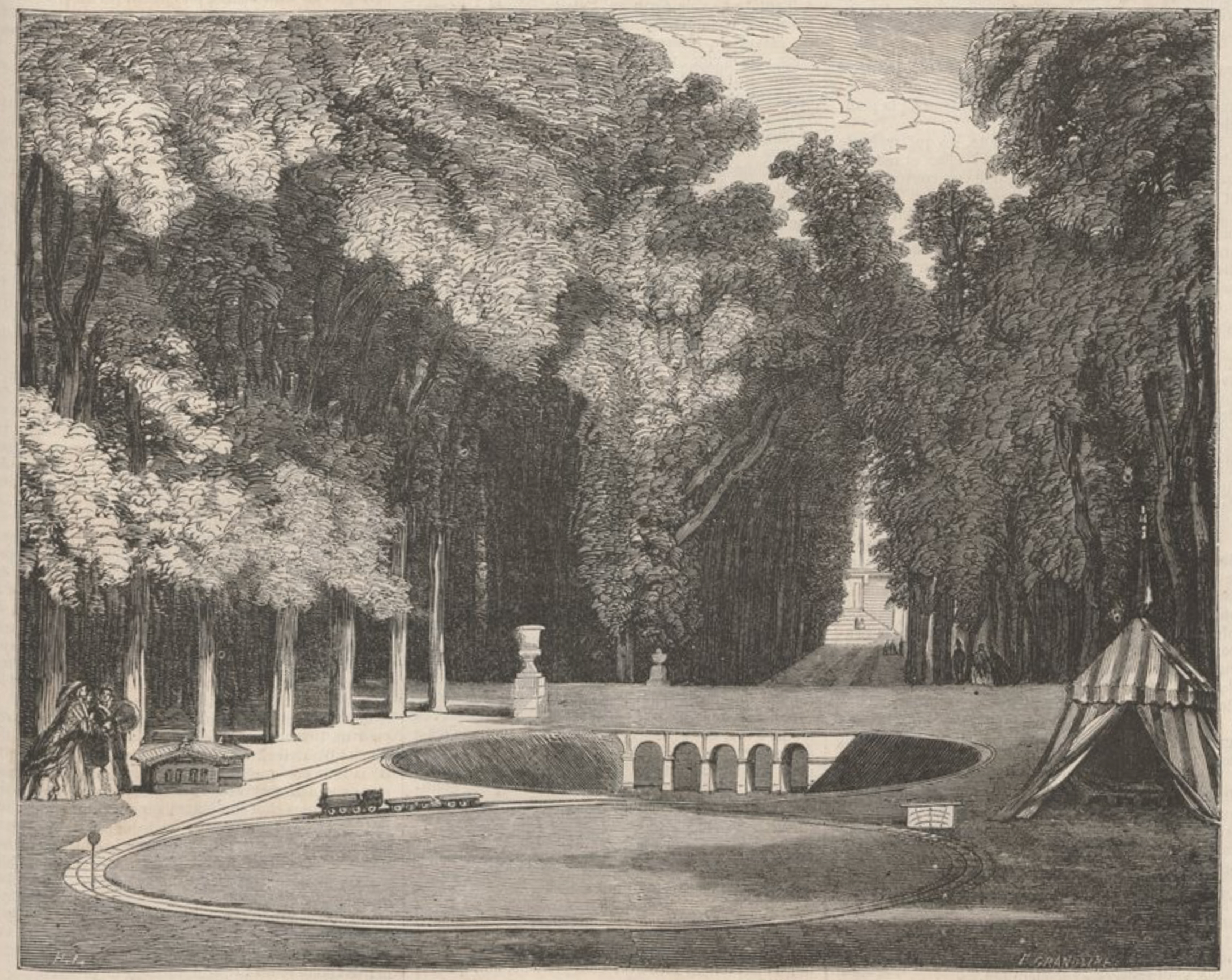
Modelleisenbahn des Prinzen Napoléon Eugène

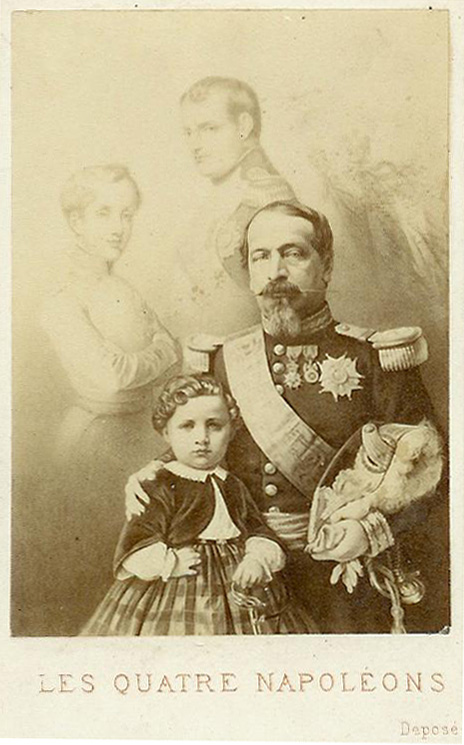
Prinz Napoléon Eugène als Kind mit seinem Vater, Napoleon III., hinter ihnen abgebildet sein Onkel Napoleon II. und sein Großonkel Napoleon Bonaparte

Prinz Louis Napoléon wurde während der Verhandlungen zum Pariser Frieden, der den Krimkrieg beendete und zu einer neuen Mächtekonstellation in Europa führte, geboren. Als dominierende Kontinentalmacht wurde Russland danach von Frankreich unter Napoleon III. abgelöst. Die Geburt war sehr schwierig, da sich das Kind im Leib der Mutter nicht gedreht hatte. Eine Zangengeburt war erforderlich. Mit der Geburt des Prinzen schien die dauerhafte Herrschaft der Dynastie Bonaparte in Frankreich gesichert zu sein. Der Prinz wurde am 14. Juni in Notre Dame de Paris getauft. Seine Taufpaten waren Joséphine de Beauharnais jr., die Königin von Schweden, und Papst Pius IX., der aber nicht persönlich anwesend war.
Als Kind besaß Louis Napoléon die Modelleisenbahn von Saint-Cloud, die sich in einem eigens hierfür abgeteilten Bereich (auf der Rasenfläche zwischen dem Bassin des Trois Bouillons und dem Bassin des Chiens) des Parks von Schloss Saint-Cloud befand. Die Abbildungen der Modelleisenbahn stammen von 1859 und sind die ältesten erhaltenen von einer solchen Bahn überhaupt.
Schon in sehr jungen Jahren nahm Louis an offiziellen Zeremonien des Regimes teil und wurde zu diesen Anlässen von Volk bejubelt. Seine Popularität diente dem Machterhalt der Bonapartes. Das Aufwachsen des kleinen Prinzen wurde von der Presse aus nächster Nähe verfolgt. Louis besuchte keine öffentliche Schule und hatte nur wenig Kontakt zu gleichaltrigen Kindern. Sein engster Freund war Louis Conneau, Sohn des kaiserlichen Leibarztes Henri Conneau. In der erdrückenden Sicherheit seiner Kindheit entwickelte Louis eine rücksichtslose Ader und eine Neigung zu gefährlichen Spielen, wie dem Balancieren in großer Höhe. Der Kronprinz zeigte große künstlerische Sensibilität. Er erwies sich als begabt in Zeichnen und Musik, wobei seine künstlerische Veranlagung nur wenig gefördert wurde. Sein größtes Kindheitshobby waren Zeichnungen von historischen Schlachten.
1869 begaben sich der Prinz und die Kaiserin nach Korsika, um den hundertsten Jahrestag der Geburt Napoleons I. zu feiern. Am 29. August, als der Prinz in Ajaccio an Land ging, jubelten ihm Tausende von Zuschauern zu. Als er das Geburtshaus seines Großonkels besuchte, war die Menge derart begeistert, dass die Polizei sie nur mit großer Mühe im Zaum halten konnte. Die Erwartungshaltung, die an Louis aufgrund der Taten seines berühmten Großonkels herangetragen wurde, war jedoch auch eine enorme Bürde für ihn.
Als Jugendlicher hielt der Kronprinz einige seiner politischen und gesellschaftlichen Ideen in seinen Notizbüchern fest. Unter anderem wollte er die Wehrpflicht reformieren, die Arbeiterklasse stärker an den Gewinnen der Unternehmen beteiligen und den französischen Staat durch die Schaffung von 18 Regionen mit eigenem Haushaltsrecht dezentralisieren.
Prinz Louis Napoléon musste in den 1870er Jahren im Zuge des verlorenen Deutsch-Französischen Krieges und der damit verbundenen endgültigen Abschaffung der Monarchie in Frankreich mit seinen Eltern nach England ins Exil gehen. Die kaiserliche Familie ließ sich in Camden Place, Chislehurst, Grafschaft Kent (heute: London Borough of Bromley) nieder. Ab Oktober 1872 besuchte Prinz Louis Napoléon die Royal Military Academy Woolwich. Später wurde er zur Royal Horse Artillery in Aldershot versetzt. Nachdem sein Vater am 9. Januar 1873 verstorben war, proklamierten die verbliebenen Anhänger der Bonapartes am 16. März 1874 Louis als Napoléon IV. wirkungslos zum neuen „Kaiser der Franzosen“ und Präsidenten der „Bonapartisten“ (siehe auch Napoleonische Restaurationsversuche). Da sich die Familie oft am englischen Königshof aufhielt, kamen schnell Gerüchte auf, dass sich Louis mit Prinzessin Beatrice, der jüngsten Tochter von Königin Victoria, vermählt hätte – er soll mehrmals vergeblich um die Hand einer Prinzessin angehalten haben.
Louis nahm als Offizier der britischen Armee freiwillig am Zulukrieg in Südafrika teil. Er sollte im Stab von Lord Chelmsford dienen und das Gelände aufnehmen, über das die Briten vorrückten. Dabei wurde den britischen Befehlshabern immer wieder aufgetragen, ihn nicht in gefährliche Situationen geraten zu lassen und ihn mit einer ausreichend großen Eskorte zu versehen. Am 1. Juni 1879 plante er die Erkundung des Gebietes. Die Hälfte seiner Begleitung versammelte sich aber an der falschen Stelle, so dass Louis nur mit Leutnant Carey vom 98. Regiment (North Staffordshire) und sieben Mann aufbrach. Am Fluss iTyotyosi wurden sie von 40 Zulukriegern überrascht. Die britische Patrouille saß auf und die meisten Männer entkamen. Das Pferd von Louis brach aus und er wurde abgeworfen. Er versuchte zu Fuß zu entkommen und auf seine Verfolger zu schießen, wurde aber von diesen eingeholt und überwältigt. Seine Leiche wies 18 von afrikanischen Speeren (Assegais) stammende Wunden auf.
In Europa wurde der Tod des letzten Anwärters auf den französischen Kaisertitel vor allem von den Anhängern der Familie Bonaparte mit Bestürzung wahrgenommen. Zu seinem Nachfolger und Haupterben hatte Louis den Prinzen Napoléon Victor Bonaparte ernannt – unter Umgehung dessen Vaters, des Prinzen Napoléon Joseph Charles Paul Bonaparte (genannt Plon-Plon).
Louis’ Leichnam wurde nach England verschifft, um dort zuerst neben dem Vater in Chislehurst und später in einem speziell von der Mutter entworfenen Mausoleum Saint Michael’s Abbey in ihrem Besitz Farnborough bestattet zu werden. Hier sind neben ihm auch sein Vater Kaiser Napoléon III. und seine 1920 gestorbene Mutter Eugénie bestattet. Königin Victoria, in deren Dienst er gefallen war, ließ dem Prince Impérial ein Kenotaph aus weißem Marmor in der St George’s Chapel (Windsor Castle) errichten.
Nach seiner Mutter ist der Asteroid (45) Eugenia benannt. Als 1999 ein natürlicher Satellit bei Eugenia entdeckt wurde, erhielt dieser, nach Prinz Louis Napoléon, den Namen Petit-Prince („kleiner Prinz“).
Prinz Louis Napoléon wurde auch „Lulu“ genannt. An ihn erinnert der Lulustein in Saarbrücken.

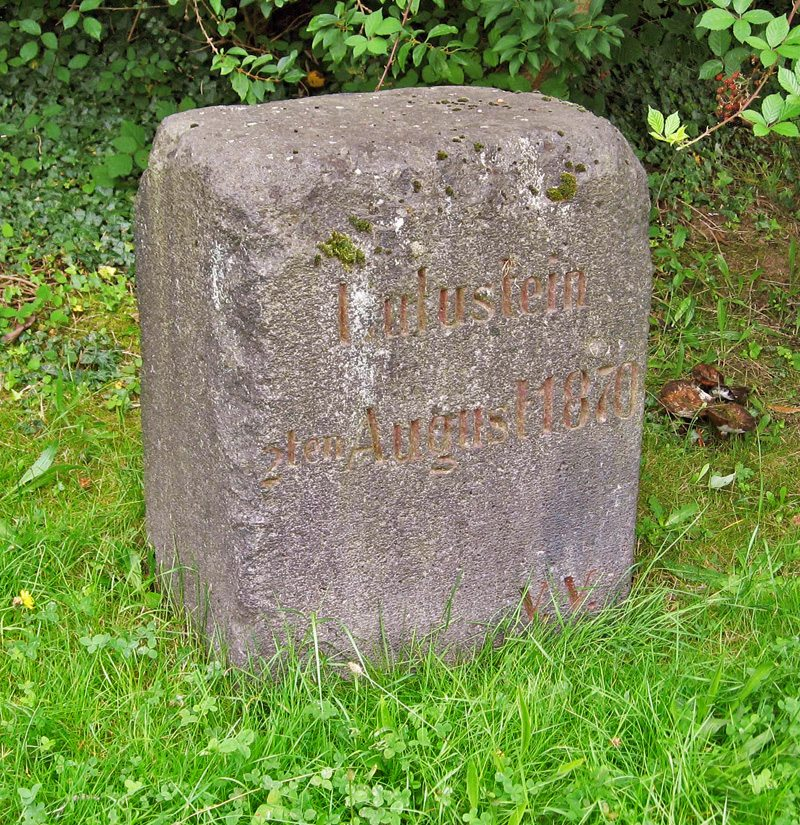
Lulustein in Saarbrücken
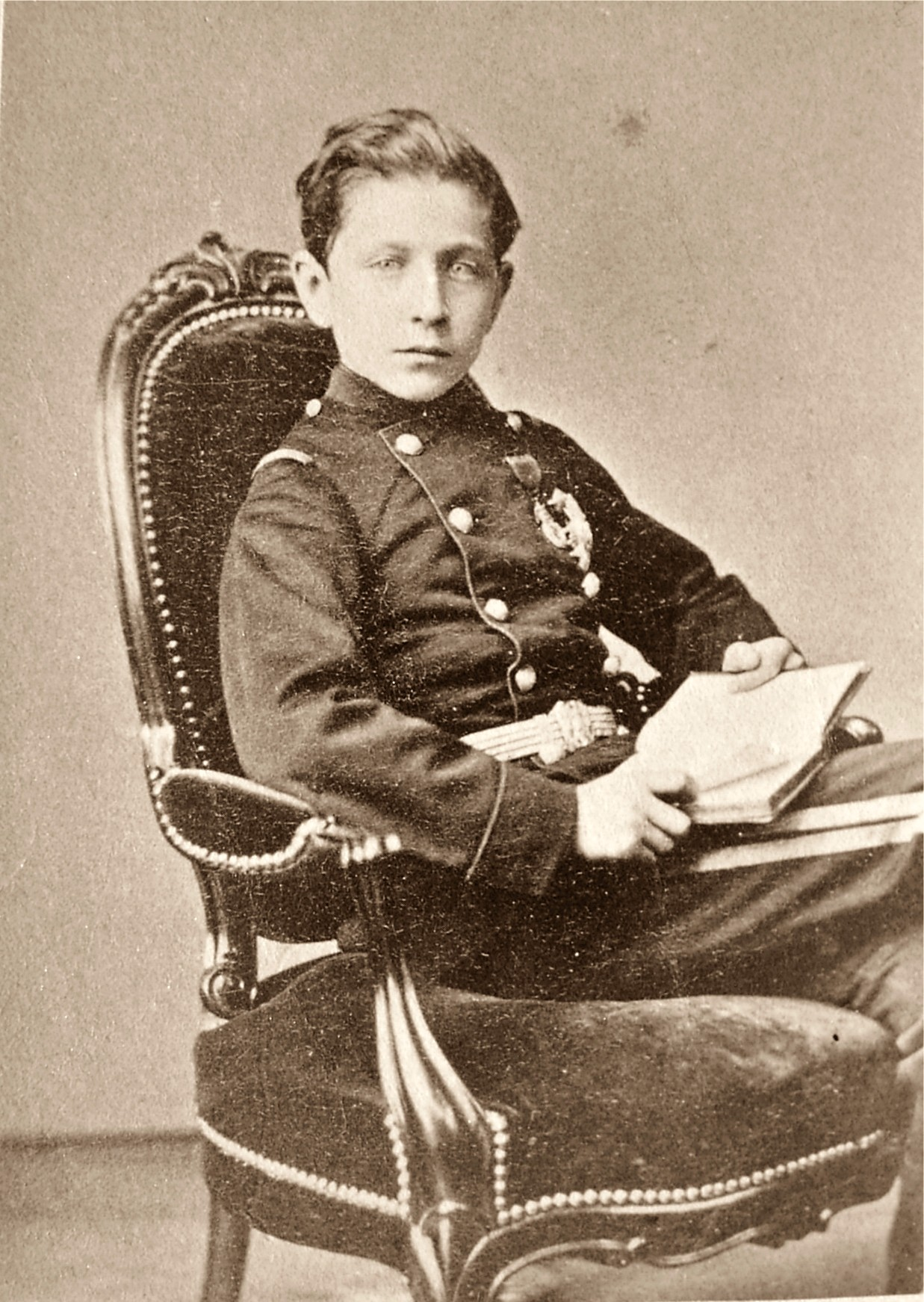
Kronprinz von Frankreich, 1870
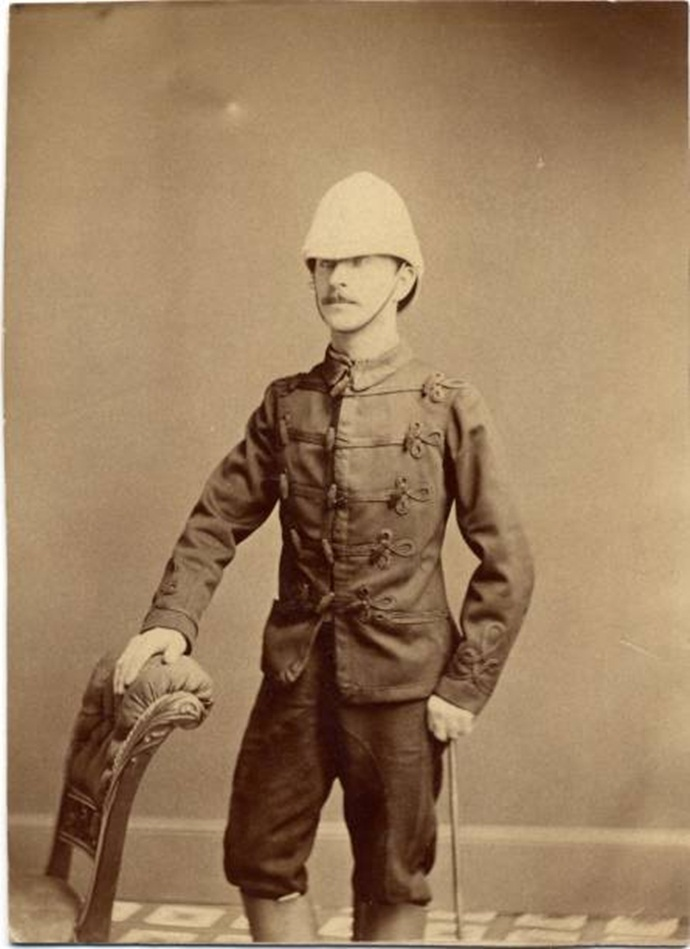
Louis Napoléon kurz nach seiner Ankunft in Durban
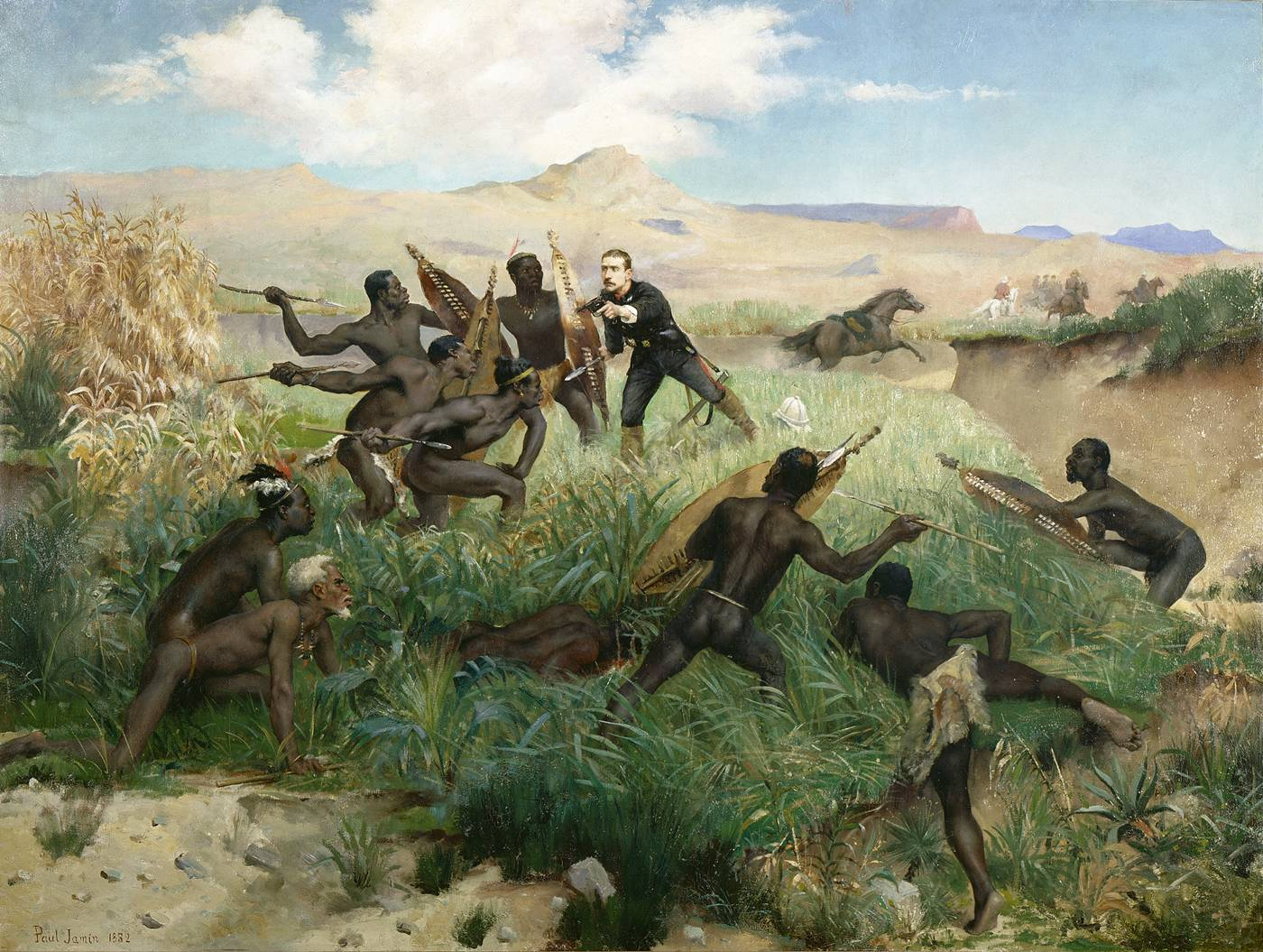
Eine Darstellung der letzten Minuten des Prinzen von 1882
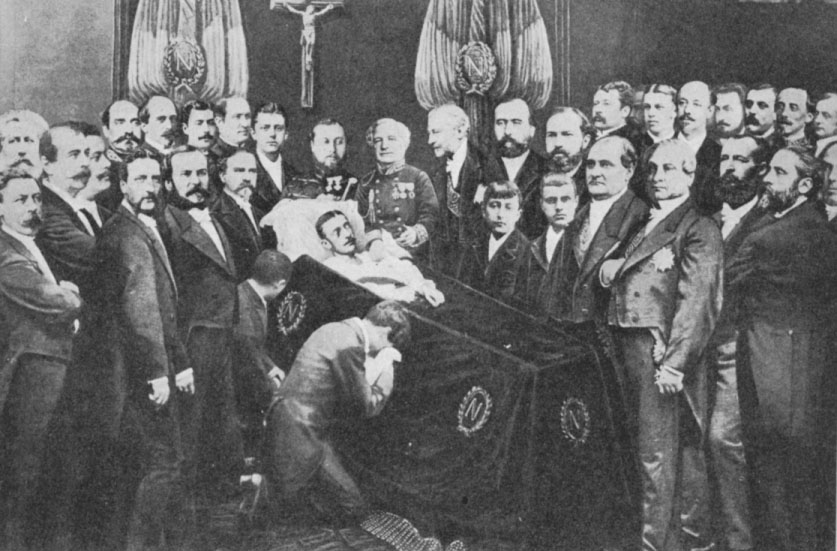
Napoleon IV. auf dem Lit de Parade (Fotomontage um 1880, 1. Reihe, 2. von rechts: „Plonplon“, 3. Napoléon -Victor)
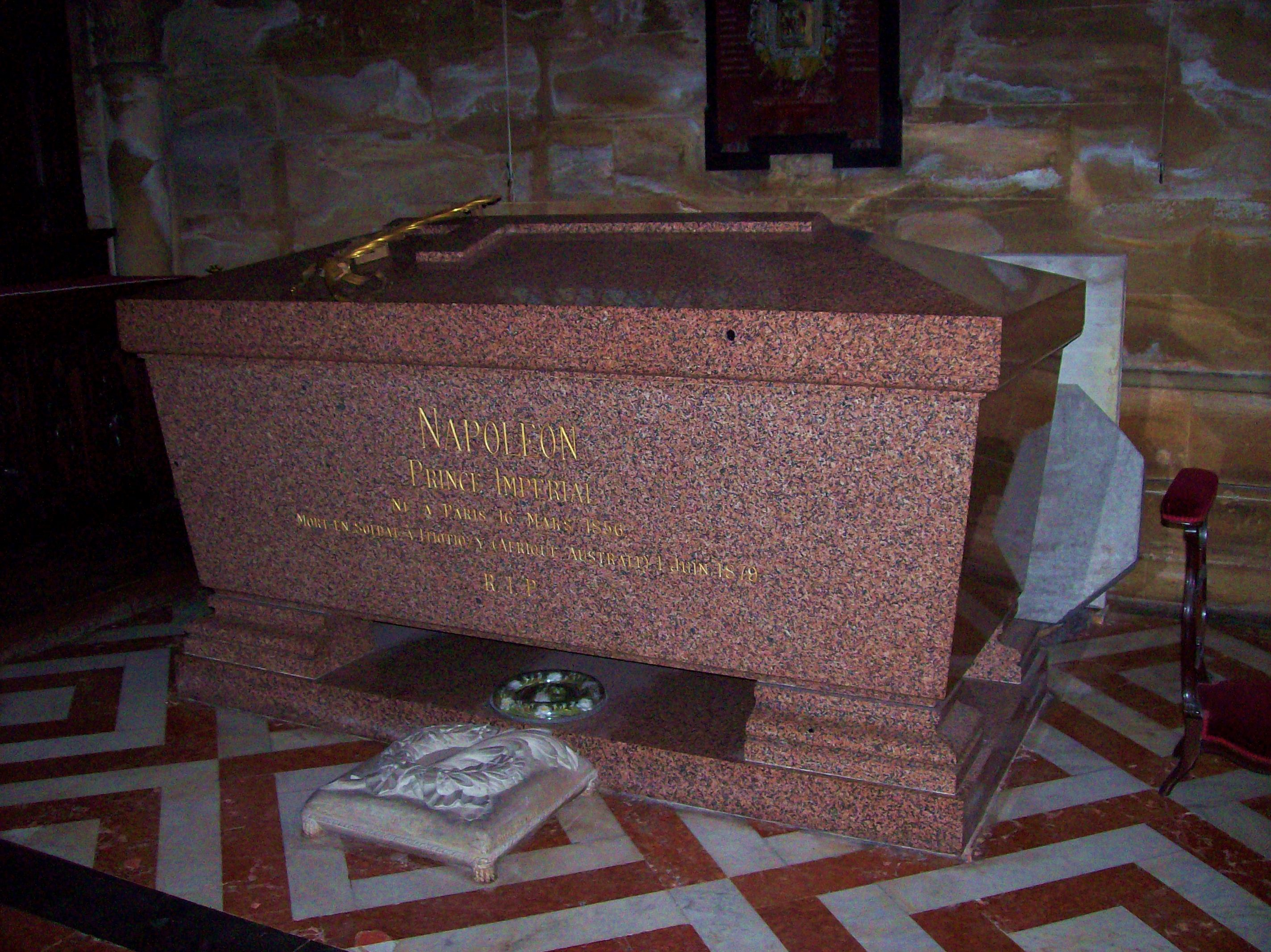
Sarkophag des Prinzen in der Saint Michael’s Abbey
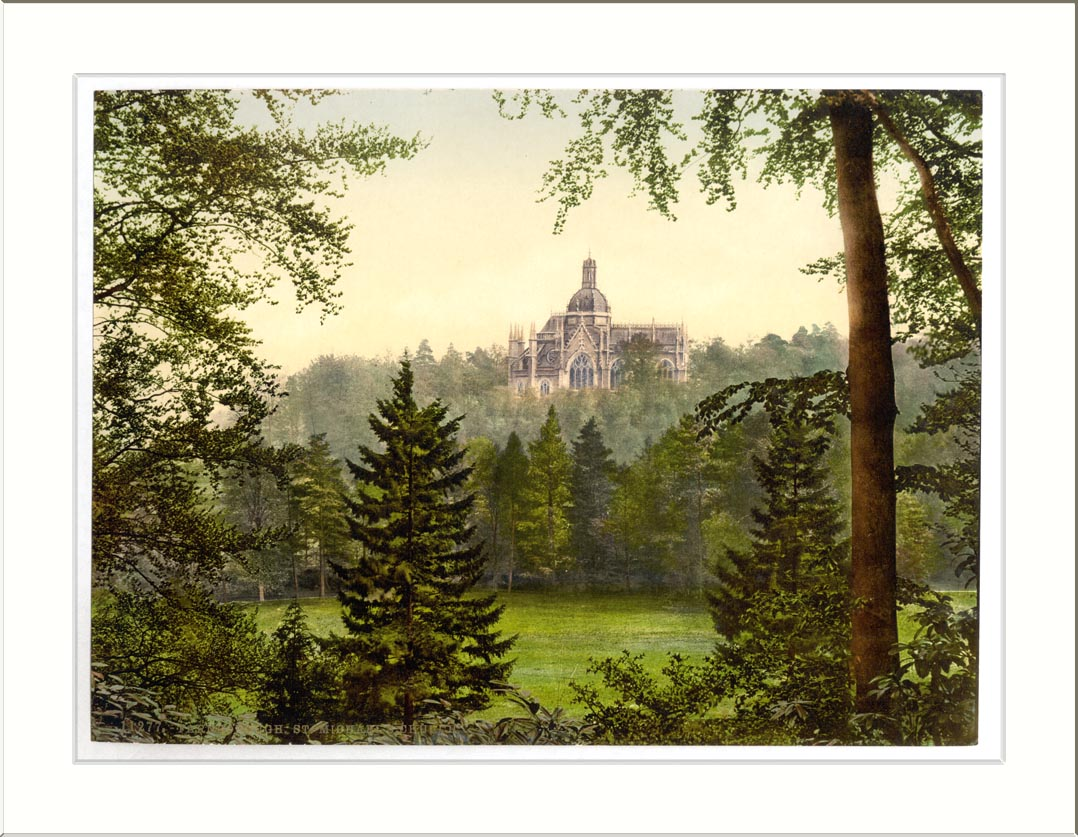
Saint Michael’s Abbey Farnborough England

### Sachbuch
- Alain Frerejean: Napoléon IV. Un destin 1856-1879. Michel, Paris 1997, ISBN 2-226-09438-5.
- Maurice d’Herisson: Der kaiserliche Prinz. Reichel, Leipzig 1894.
- Katherine John: Le prince impérial. Julliard, Paris 1947.
- Ian Knight: With His Face to the Foe. The Life and Death of Louis Napoleon, The Prince Imperial Zululand 1879. Jonathan Ball Publishers, Staplehurst 2001, ISBN 1-86842-119-8.
- Heinz Rieder: Napoleon III. – Abenteurer und Imperator. Casimir Katz Verlag Gernsbach 2006, EDITION KATZ, ISBN 3-938047-16-X.

### Belletristik
- Heinrich Dauthage: Napoleon IV. Ein ungeschichtliches Schauspiel geschichtlicher Ereignisse und Personen. Zsolnay, Berlin 1938
- Maurice Rostand: Napoléon IV. Edition l’illustration, Paris 1928